# دهستان استای
 استای، دهستانی است از توابع بخش جنت‌آباد شهرستان صالح‌آباد در استان خراسان رضوی.